# Nornas

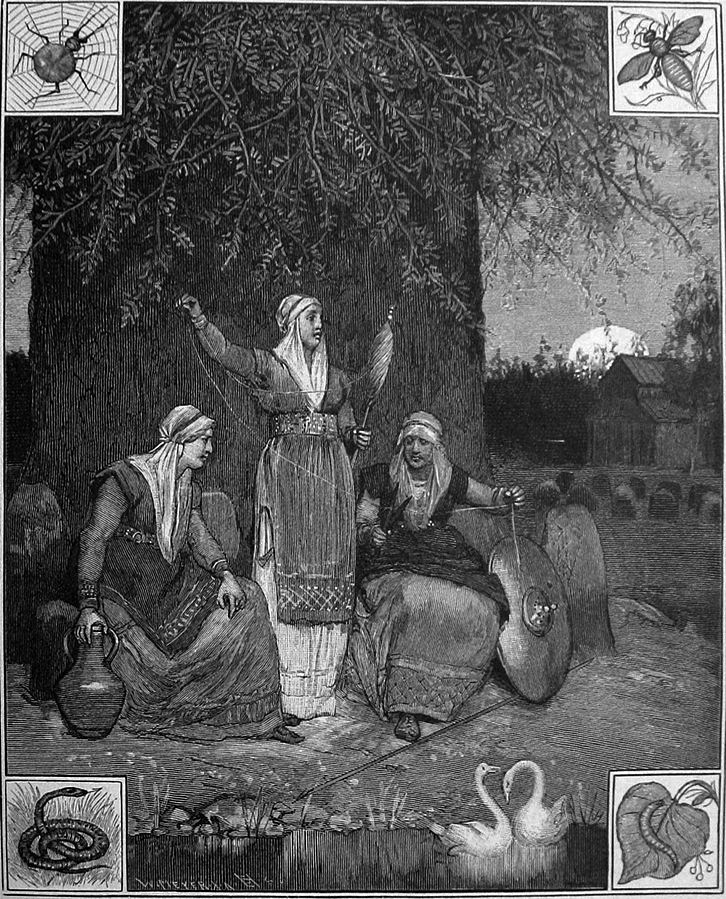
Las nornas hilando los hilos del destino a los pies del árbol Yggdrasil.

Las nornas (del nórdico antiguo: norn, plural: nornir) son deidades femeninas de la mitología nórdica. Las principales son tres, conocidas con los nombres de Urðr (o Urd, "lo que ha ocurrido"), Verðandi (o Verdandi, "lo que está ocurriendo") y Skuld (o Skulu, "lo que debe ocurrir"). Además a Skuld también se la podía ver cumpliendo el rol de valquiria. Según las Eddas, hay muchas otras nornas menores asociadas a individuos en particular.
Cabe destacar que algunos autores consideran que el material de las Eddas no caracteriza a las nornas como responsables exclusivas de distintos períodos del tiempo.Por el contrario, se sugiere que todas ellas están asociadas al destino y que pasado, presente y futuro están entrelazados de tal modo que las tres nornas principales no lo pueden separar.[cita requerida]

## Vista general
Las nornas viven bajo las raíces del fresno Yggdrasil, el árbol del mundo (del devenir) en el centro del cosmos, donde tejen los tapices de los destinos y riegan el fresno con las aguas y la arcilla provenientes del pozo de Urd para que este no pierda su verdor ni se pudra. La vida de cada persona es un hilo en su telar, y la longitud de cada cuerda la duración de su vida.
De esta manera, todo está preordenado en la religión nórdica: incluso los dioses tienen sus propios tapices, aunque las nornas no se los dejan ver. Este claro sometimiento de los dioses a un poder fuera de su control y la implicación de que ellos, también, tendrán un final algún día, son temas trascendentes en la literatura que rodea la mitología nórdica.
La contraparte de las nornas en la mitología griega son las moiras, conocidas por los romanos como parcas.

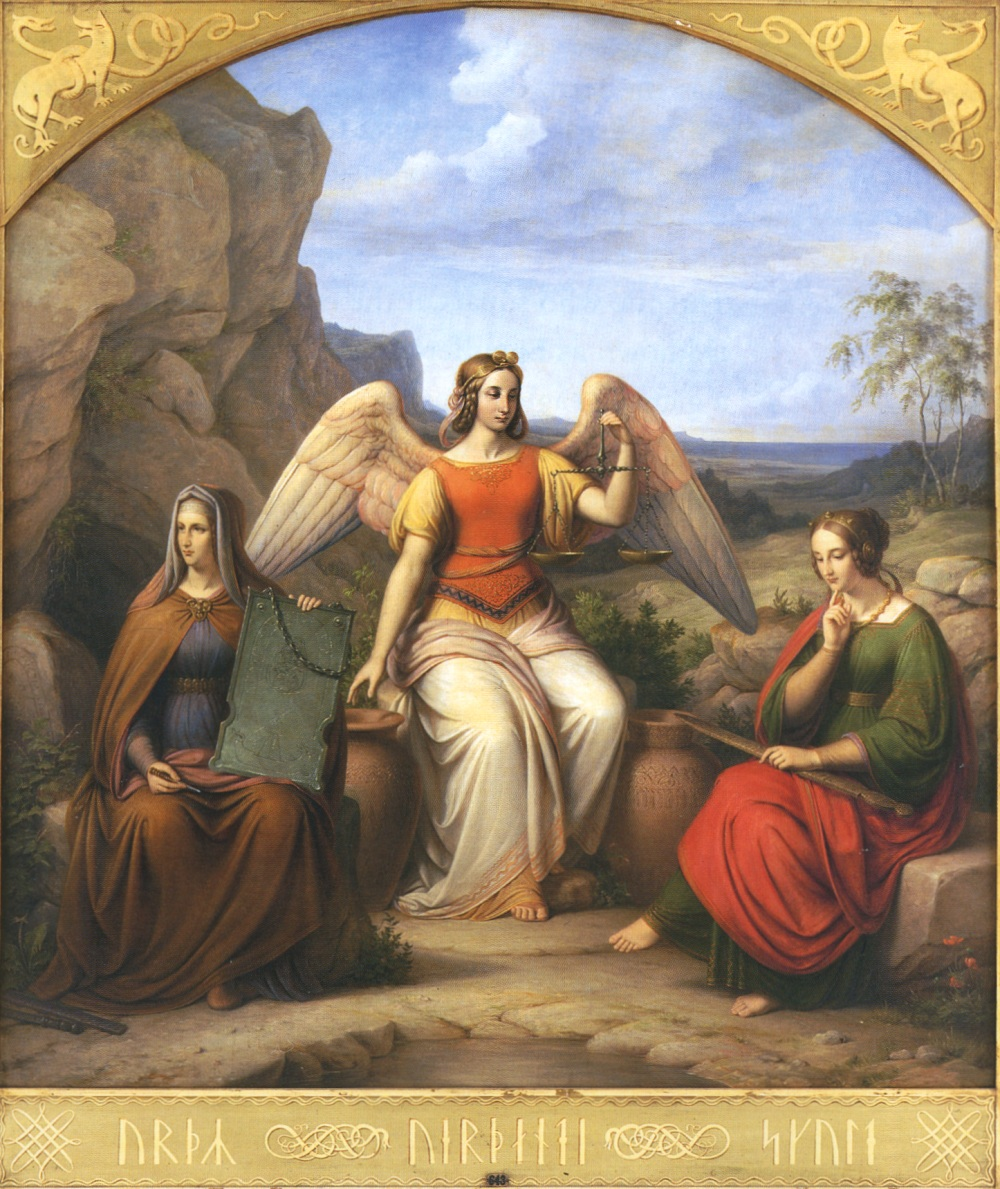
Representación romántica de las nornas; Verðandi aparece con alas, contrariamente al folclore. Los nombres al pie están escritos en una mezcla de runas danesas (fuþark antiguo de rama larga) y medievales. La transliteración es: urþR, uerþandi, skuld, donde þ se usa como ð.